# Hotel Bayerischer Hof (München)
Koordinaten: 48° 8′ 26,6″ N, 11° 34′ 23,6″ O

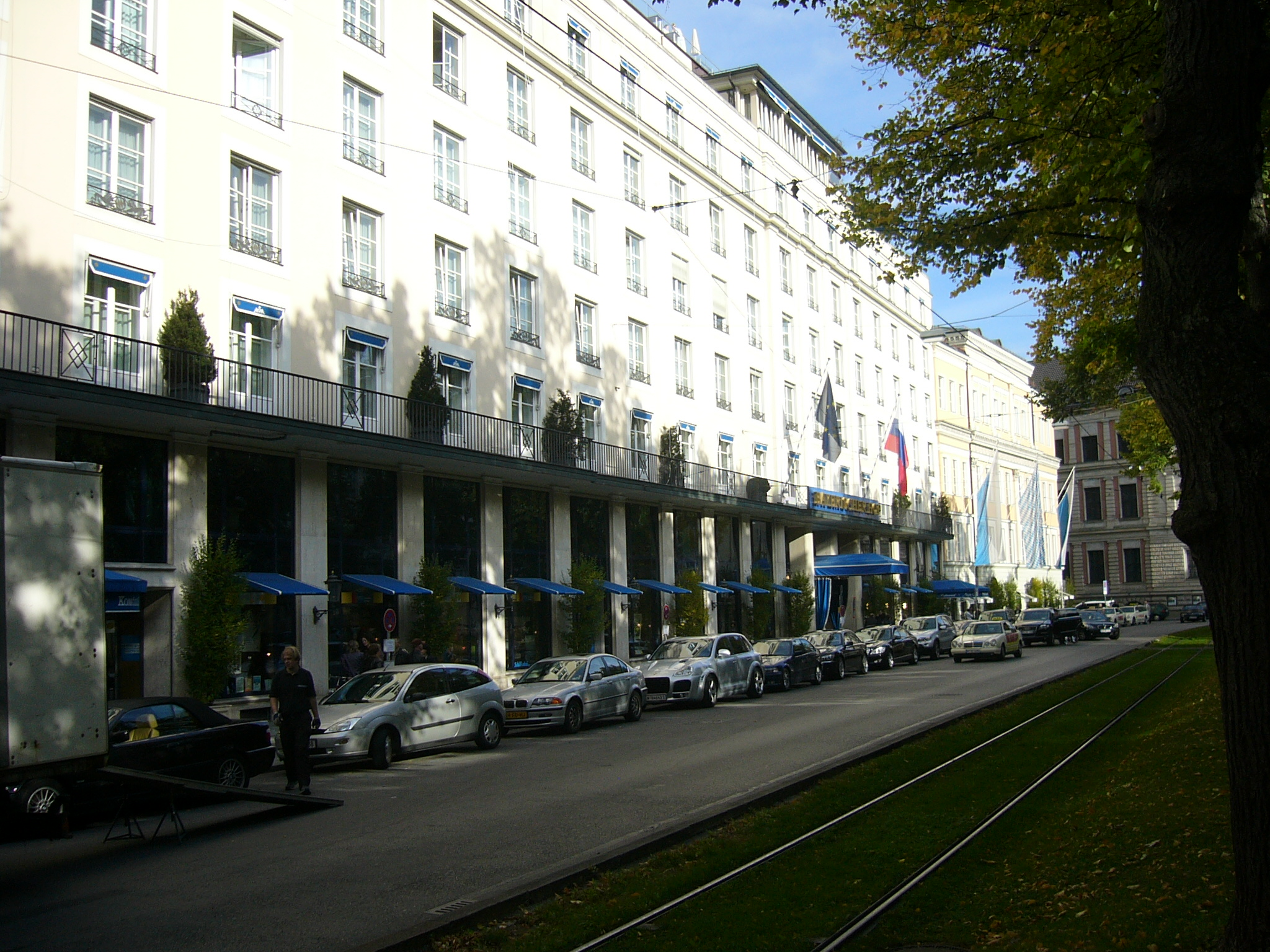
Gesamtansicht

Der Bayerische Hof ist ein Grand Hotel in München. Es befindet sich am Promenadeplatz in der nordwestlichen Altstadt Münchens. Der Bayerische Hof wird oft von Staatsgästen und anderen prominenten Gästen aufgesucht.
Das Hotel war von 2011 bis 2015 das umsatzstärkste Hotel Deutschlands. Es gehört zur Allianz The Leading Hotels of the World.

## Geschichte und Architektur
Das Hotel wurde ab 1839 im Auftrag von Joseph Anton von Maffei gleich neben seinem eigenen Palais (Maffei-Palais) nach Plänen von Friedrich von Gärtner errichtet. Der bayerische König Ludwig I. unterstützte das Vorhaben, um Kunst und Fremdenverkehr in seiner Hauptstadt zu fördern. Es öffnete 1841 und hatte anfangs rund 100 Zimmer sowie zwei Säle. Zu bekannten Gästen zählten Kaiserin Elisabeth von Österreich-Ungarn und Sigmund Freud.
Nach acht Eigentümerwechseln erwarb 1897 Hermann Volkhardt das Hotel für 2.850.000 Goldmark, der die Fassade im Stil des Historismus umgestalten und die Inneneinrichtung mit Gemälden und antiken Möbeln aufwerten ließ. Von 1896 bis 1903 traten die drei Söhne von Hermann Volkhardt in den Betrieb ein. 1903 erfolgte die Erweiterung des Hauses auf rund 250 Zimmer. 1910 starb Hermann Volkhardt. Zu Beginn des Ersten Weltkriegs umfasste der Bayerische Hof 708 Betten. Im großen Ballsaal traten zu dieser Zeit unter anderem Künstler wie Enrico Caruso auf. Im Zweiten Weltkrieg erlitt der Bau durch den Luftangriff der Royal Air Force am 24./25. April 1944 schwere Schäden. 
Im August 1945 eröffnete ein provisorischer Restaurantbetrieb in den teilweise enttrümmerten Räumen. Kurz darauf waren die ersten Gästezimmer wieder verfügbar. Zugleich trat der vom Kriegsdienst zurückgekehrte Falk Volkhardt aus der dritten Hoteliergeneration der Familie in den Betrieb ein. In den folgenden Jahren, insbesondere ab der Währungsreform wurde das Haus abschnittsweise und verändert wieder aufgebaut. Ende 1949 standen 73 Zimmer zur Verfügung. 1951 wurde zum Promenadeplatz hin ein neuer Haupteingang errichtet. Im gleichen Jahr stieg die Zahl der Betten auf 280 und 1952 auf 437.
1951 wurde das kriegsbeschädigte Maffei Palais, ein prächtiger Barockbau, der um 1685 von Enrico Zuccalli und Martin Gunetzrhainer erbaut worden war, für eine Erweiterung des Hotels abgerissen. 1969 wurde auch das sich östlich anschließende Palais Montgelas ein Teil des Hotels.

### Palais Montgelas

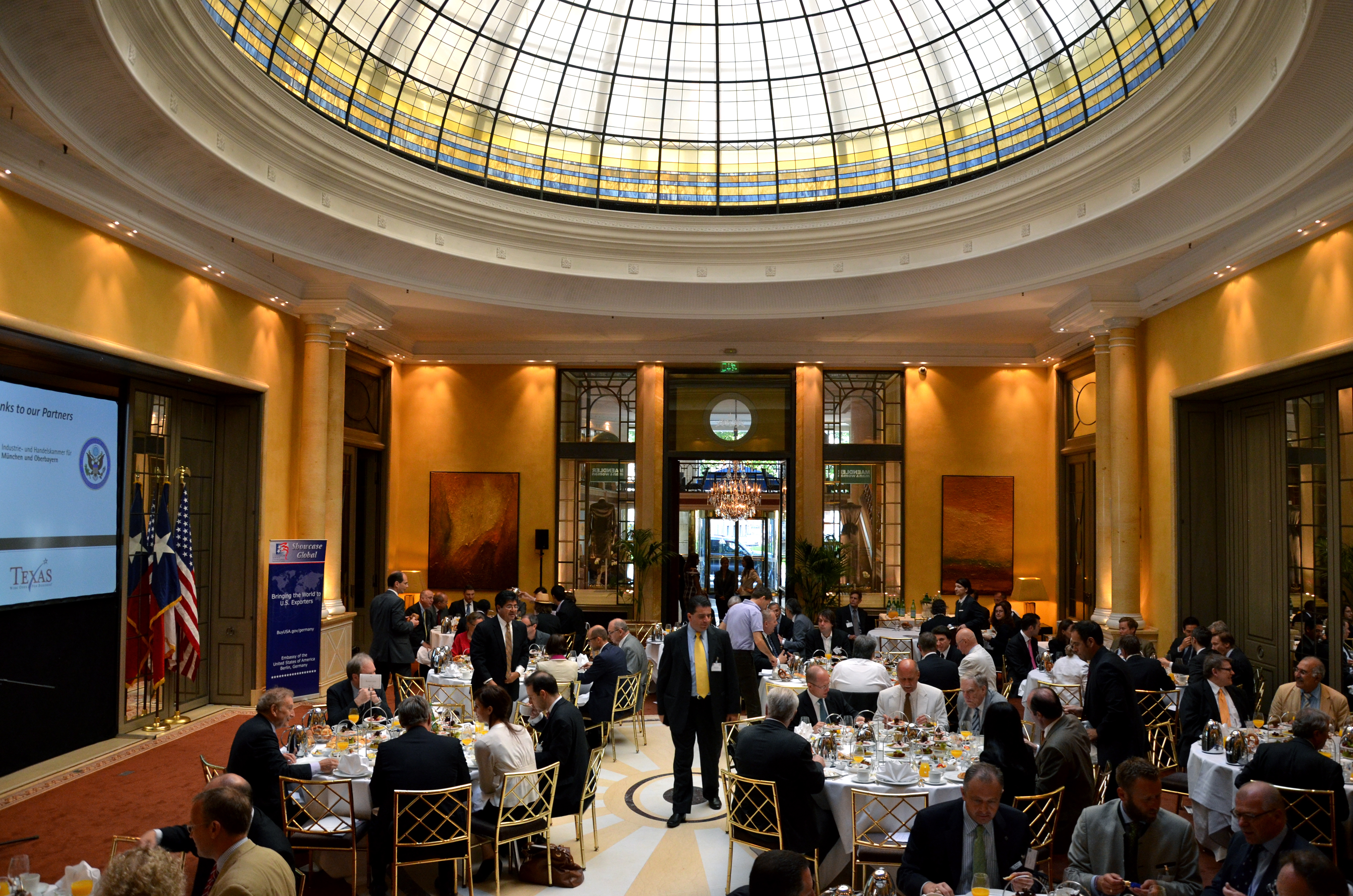
Atrium

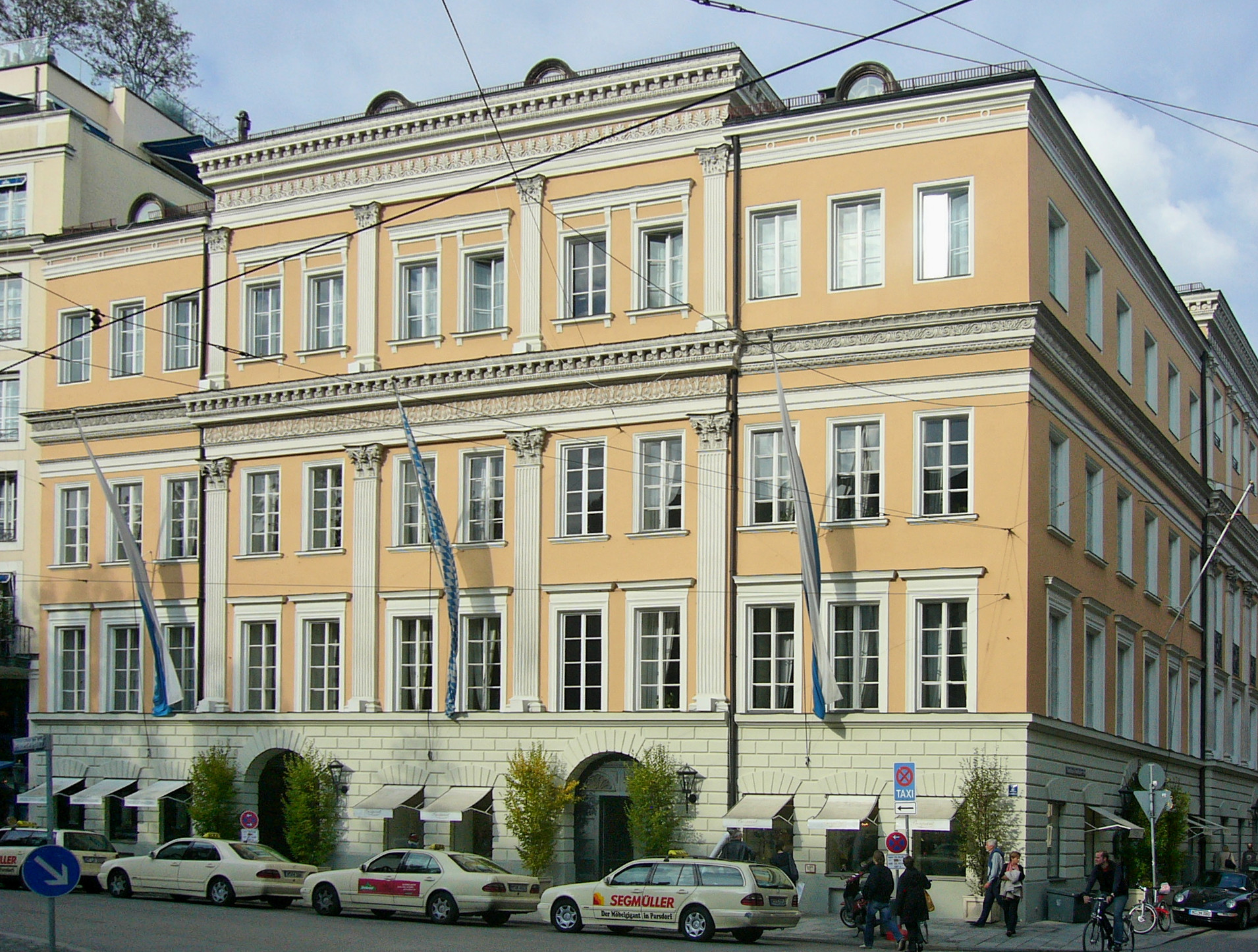
Das Palais Montgelas (Promenadeplatz/Kardinal-Faulhaber-Straße)

1969 wurde mit dem Palais Montgelas das Nachbargebäude an der Ecke Promenadeplatz/Kardinal-Faulhaber-Straße erworben und von Erwin Schleich zum Hotel ausgebaut.
Das Palais wurde 1811 bis 1813 von Emanuel Herigoyen für Graf Maximilian von Montgelas in klassizistischen Baustil errichtet und von Jean Baptiste Métivier ausgestattet. Zuvor standen an dieser Stelle das 1803 erworbene barocke Perusa Palais und der sich östlich anschließende 1425 errichtete Salzstadel. Über dem rustizierten Erdgeschoss befinden sich zwei Obergeschosse, die von einem breiten Gebälk mit einem Fries im Empirestil abgeschlossen werden. Das die Proportionen verändernde dritte Obergeschoss wurde erst 1865 aufgesetzt. Der sechsachsige Mittelrisalit ist durch Pilaster gegliedert. Das linke der beiden Rundbogenportale am Promenadeplatz stammt noch von der früheren Einfahrt des Perusa Palais. Von der Innenausstattung von Métivier haben sich unter anderen der Königssaal, der Montgelas-Salon und das Ministerzimmer erhalten.
Nach der Entlassung von Montgelas als Minister war das Palais von 1817 bis 1933 Dienstgebäude des Bayerischen Staatsministeriums des Äußern (bis 1918: Staatsministerium des Königlichen Hauses und des Äußern) und von 1933 bis 1945 der erste Dienstsitz der Bayerischen Staatskanzlei. Schon zuvor war das Palais Montgelas ein Ort wichtiger Treffen. Im Königssaal des Palais wurden 1918 die Gründungsdokumente für die Münchner Räterepublik unterzeichnet. Am 29. März 1924 unterzeichnete der spätere Papst Pius XII. im Palais das Bayerische Konkordat. 1944 erlitt das Gebäude leichte Brandbombenschäden, 1946 zog das Erzbischöfliche Ordinariat ein.
Anfang der 1970er Jahre wurde das Palais, darunter auch der prächtige sogenannte Königssaal im Inneren, durch Erwin Schleich und den Innenarchitekten Siegward Graf Pilati restauriert und ausgebaut. Seitdem befinden sich in der dritten und vierten Etage des Palais Montgelas luxuriöse Suiten für Hotelgäste. Seit 2023 gehört das gesamte Palais dem Hotel, auch wenn Bereiche weiterhin an Luxus-Geschäfte und Anwaltskanzleien vermietet sind.

## Ausstattung
Das 5-Sterne-Luxushotel bietet 337 Zimmer in verschiedenen Zimmer-Stilen, davon 74 Suiten, 40 Veranstaltungsräume, fünf Restaurants, einen Frühstücksraum auf dem Dachgarten und sechs Bars.
Das hoteleigene Spa befindet sich im oberen Bereich des Hotels und dehnt sich über drei Etagen aus. Es entstand 2005 nach Plänen der französischen Innenarchitektin Andrée Putman. Es bietet unter anderem eine Sauna, ein Schwimmbad mit Sonnenterrassen, eine Bar und eine Lounge. Das Fitnessstudio mit Blick auf die Frauenkirche wurde von Ralf Möller konzipiert. Der gesamte siebte Stock wurde renoviert und bietet einen V.I.P.-Trakt. Die Palaishalle des Hotels wurde von dem belgischen Inneneinrichter und Kunstsammler Axel Vervoordt grundlegend erneuert.
Im Erdgeschoss befindet sich das hoteleigene Boulevardtheater Komödie im Bayerischen Hof. Im Keller befinden sich der Night Club mit fast täglichen Auftritten von Jazz, Blues und Soul-Musikern sowie das Trader Vic’s. Außerdem gibt es vier weitere öffentliche Bars: die Menehune Bar, Falk’s Bar, die Piano Bar und die Blue Spa Bar & Lounge.

## Unternehmen
Das Hotel beschäftigt über 700 Mitarbeiter. Es befindet sich seit 1897 in Besitz der Familie Volkhardt. Betreiberin ist die Gebrüder Volkhardt KG. Geschäftsführende Komplementärin ist seit 2004 Innegrit Volkhardt.
Das Haus war von 2011 bis 2015 das umsatzstärkste Hotel Deutschlands; seit 2016 liegt es auf Rang 2 nach dem Estrel in Berlin. Der Umsatz im Jahr 2018 betrug rund 66 Millionen Euro, wegen der Corona-Maßnahmen sank er 2022 auf 53 Millionen Euro.

## Auszeichnungen
Das Hotel und sein Gourmetrestaurants erhielten zahlreiche Auszeichnungen
- 2000: Gault-Millau – Hotel des Jahres
- 2005: Global Finance – Bestes Business Hotel München
- 2007: World Hotel Award – Auszeichnung in der Kategorie Classic Hotel[21]
- 2017: Restaurant Atelier unter Küchenchef Jan Hartwig drei Michelinsterne bis 2021,[22] unter Anton Gschwendtner seit 2022 zwei Sterne

## Veranstaltungen

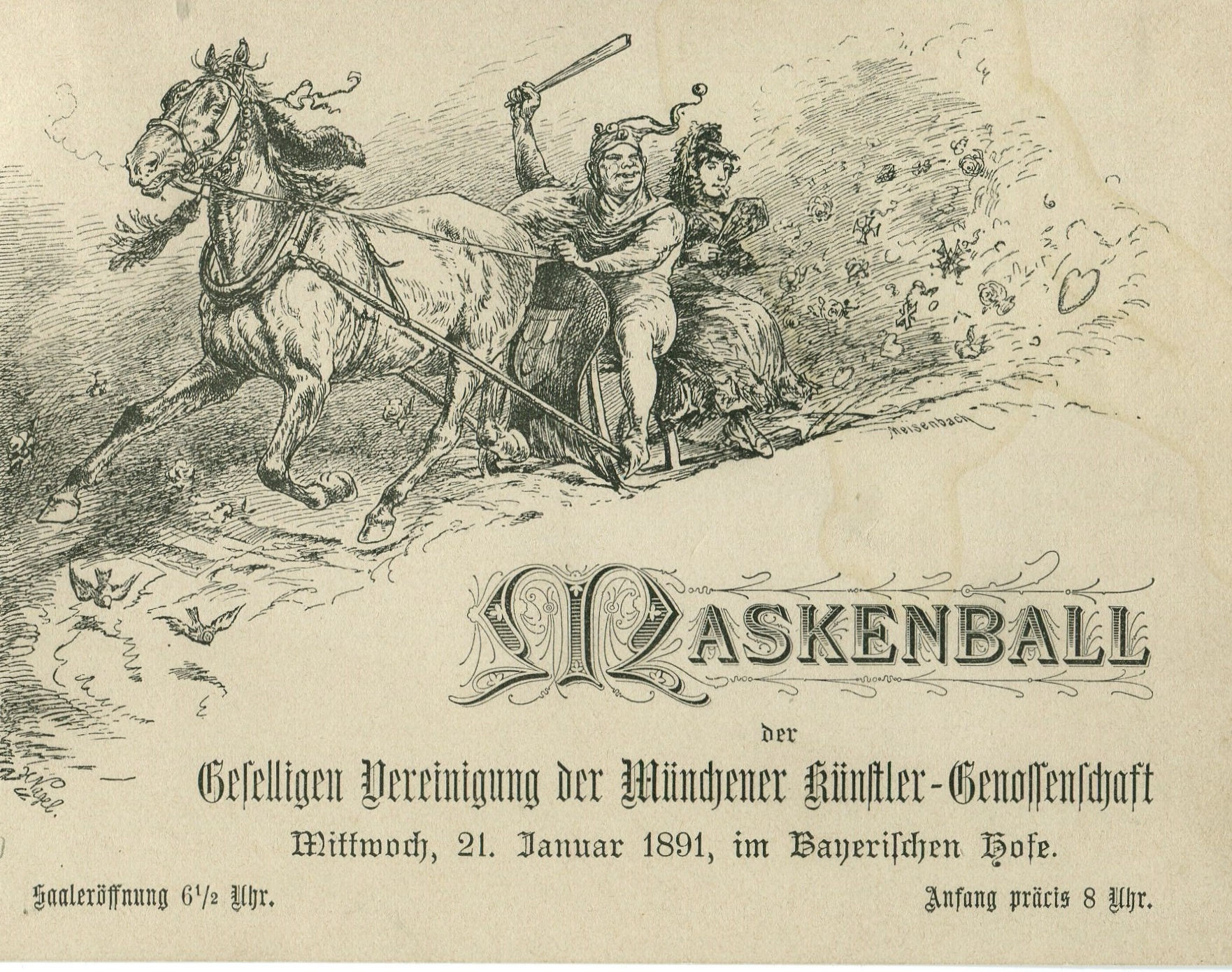
Eintrittskarte für einen Maskenball im Bayerischen Hof (1891)

- Die Münchner Sicherheitskonferenz (ehemals Wehrkundetagung) findet jährlich im Februar im Bayerischen Hof statt.
- Jazz Sommer im Bayerischen Hof findet jährlich im Juli statt (als Fortsetzung des 1999 eingestellten Münchner Klaviersommers, an dem der Bayerische Hof seit 1992 beteiligt war).
- Faschingsbälle
- Ball des Münchner Senioren-Convents[23]